# Toma de rehenes en Porte de Vincennes
La toma de rehenes en Porte de Vincennes fue un ataque yihadista llevado a cabo por Amedy Coulibaly, musulmán francés de origen maliense, en una tienda de productos judíos cerca de Porte de Vincennes en el distrito 20 de París, Francia, el 9 de enero de 2015. El hecho estuvo estrechamente vinculado al atentado contra la revista Charlie Hebdo del 7 de enero de 2015 en París. La toma de rehenes terminó con la muerte del atacante, así como de cuatro judíos, clientes del citado comercio. Amedy Coulibaly admitió su pertenencia al Estado Islámico antes de su muerte.

## Antecedentes
Francia alberga las mayores comunidades judías y musulmanas de Europa (exceptuando a Rusia).
Antes del ataque, el país había sufrido una oleada de ataques antisemitas, ya patente en actos como los tiroteos de Mediodía-Pirineos de 2012, que se incrementaron con el conflicto entre la Franja de Gaza e Israel de 2014. Además de las protestas violentas por este conflicto durante el verano de 2014, tuvieron lugar ese mismo año:
- El robo y violación de una pareja en París en abril.[3]
- El tiroteo contra una sinagoga en diciembre.
- El tiroteo contra un restaurante kosher, también en diciembre.[4]

## Desarrollo
En la mañana del 8 de enero de 2015, después de un accidente de tráfico rutinario al que fueron llamados dos agentes de policía, un individuo  enmascarado y armado con un arma automática mató a la policía Clarissa Jean-Philippe e hirió gravemente a otro agente en Montrouge, una comuna situada al sur de París y limítrofe con la capital. El día previo se había producido el atentado contra la revista Charlie Hebdo en París, si bien inicialmente no se estableció una relación clara entre ambos hechos.
Al día siguiente, 9 de enero, este mismo individuo irrumpió en un supermercado de comida judía de nombre Hypercacher situado en Porte de Vincennes (al este de París, junto a la comuna de Saint-Mandé), tomando como rehenes a los que ahí se encontraban. Las autoridades francesas atribuyeron a Amedy Coulibaly la autoría de los hechos, a la vez que consideraban que existía una relación entre él y los hermanos Kouachi. De hecho, el secuestrador del supermercado judío de París, Amedy Coulibaly, aseguró en una llamada al canal de televisión BFMTV antes de morir abatido por la policía, que «obedecía al califa del Estado Islámico» Abu Bakr al-Baghdadi, y que se coordinó con los hermanos Kouachi para cometer sus crímenes. Además, Kouachi afirmó haber recibido órdenes y financiación de Al Qaeda en el Yemen, y explicó que fue adiestrado por el imán y miembro destacado de esta organización Anwar al-Awlaki, de origen estadounidense, asesinado en septiembre de 2011 por un ataque aéreo de drones estadounidenses en Yemen. Pasadas las 17:00, la policía accedió al local para poner fin a la situación.
Un empleado musulmán del supermercado, Lassana Bathiely, ayudó a los rehenes a refugiarse en el almacén de la tienda durante el asalto. Como consecuencia de esta acción terrorista, cuatro rehenes murieron y otros cuatro fueron gravemente heridos. El asaltante Amedy Coulibaly fue abatido por las fuerzas del orden.
La novia de Coulibaly, Hayat Boumeddiene, quien se encuentra en busca y captura, se habría ido de Madrid el día 2 de enero aparentemente de regreso a Siria.

El supermercado Hypercacher el día de la toma de rehenes
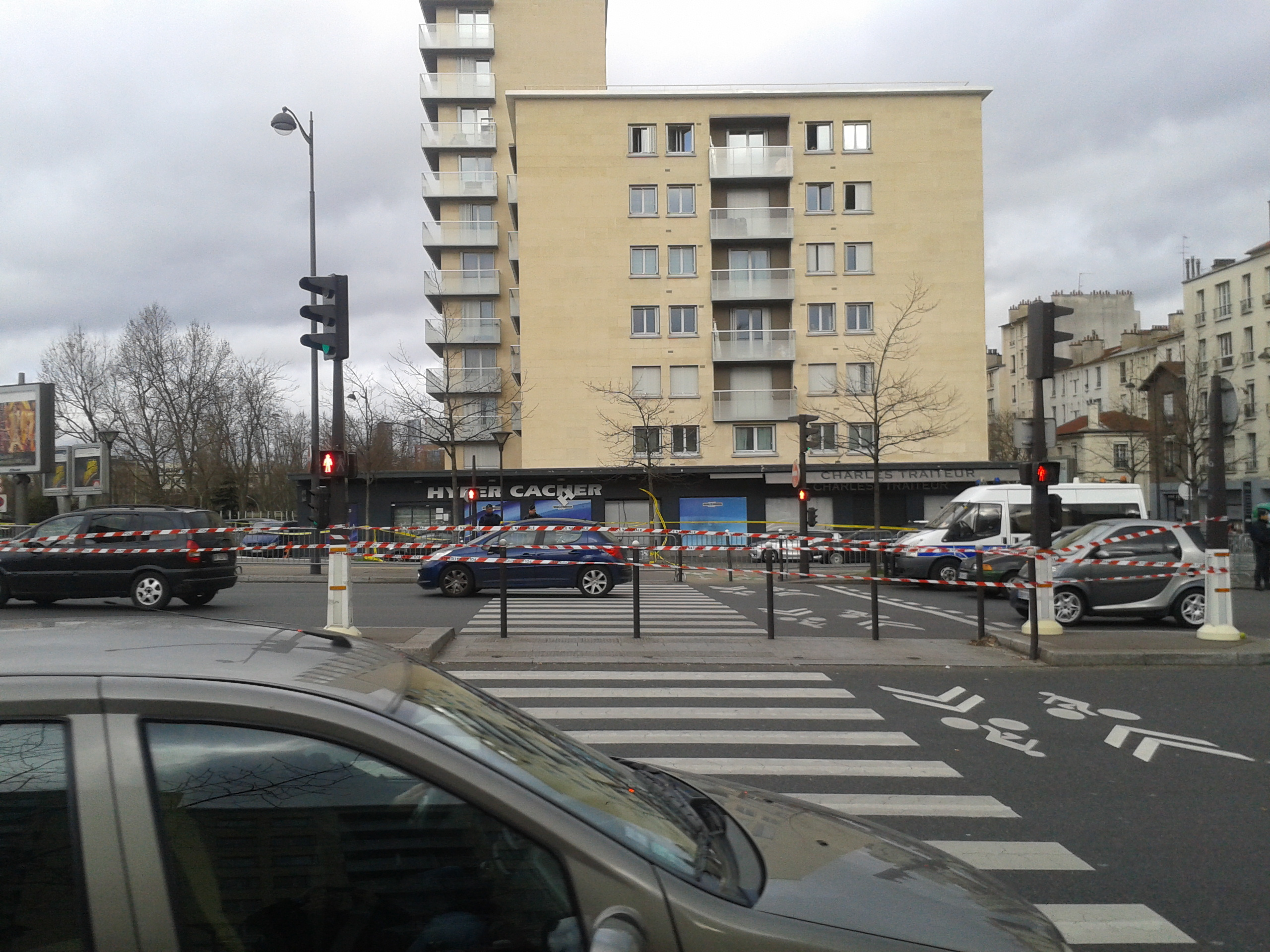
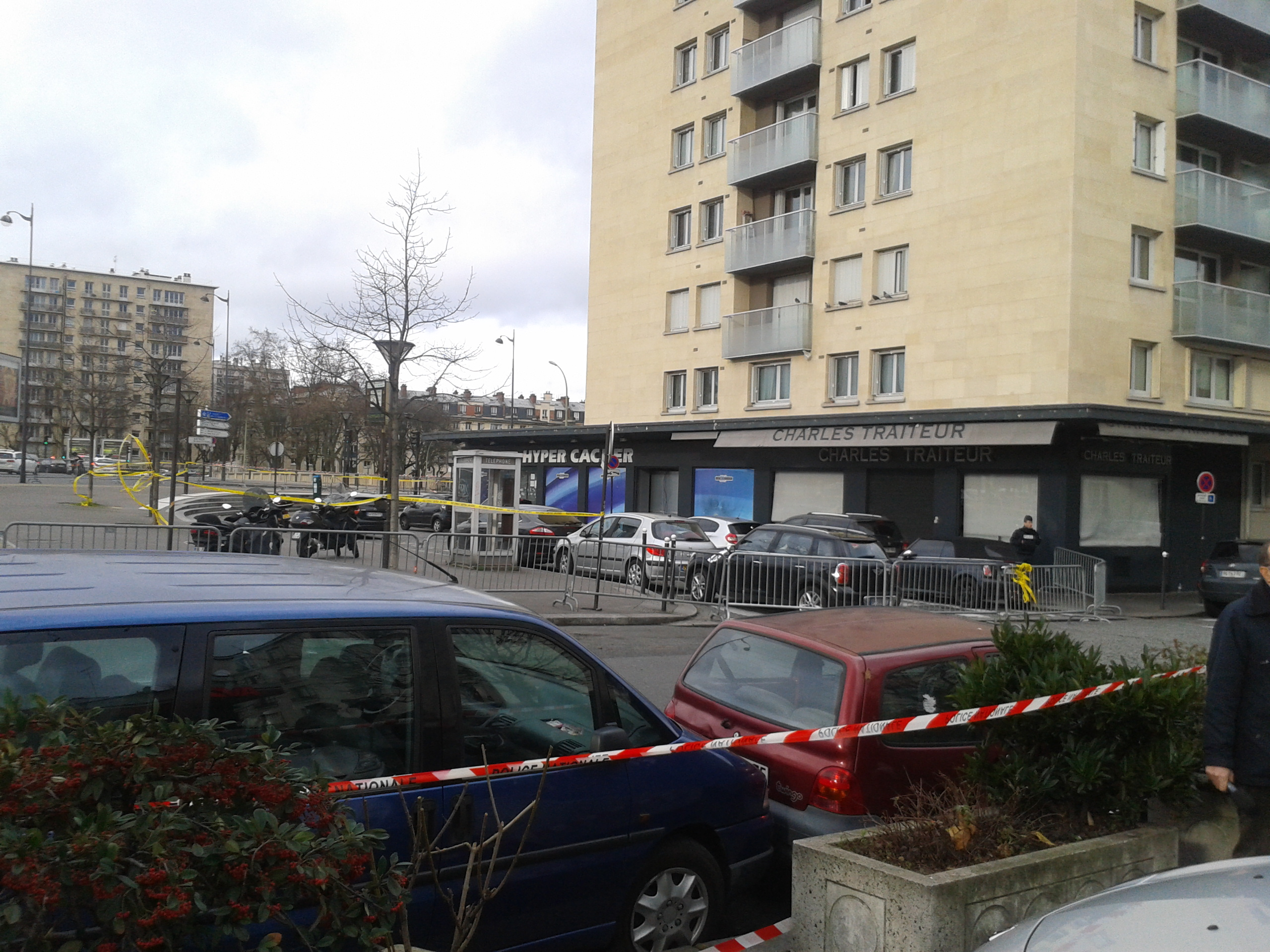
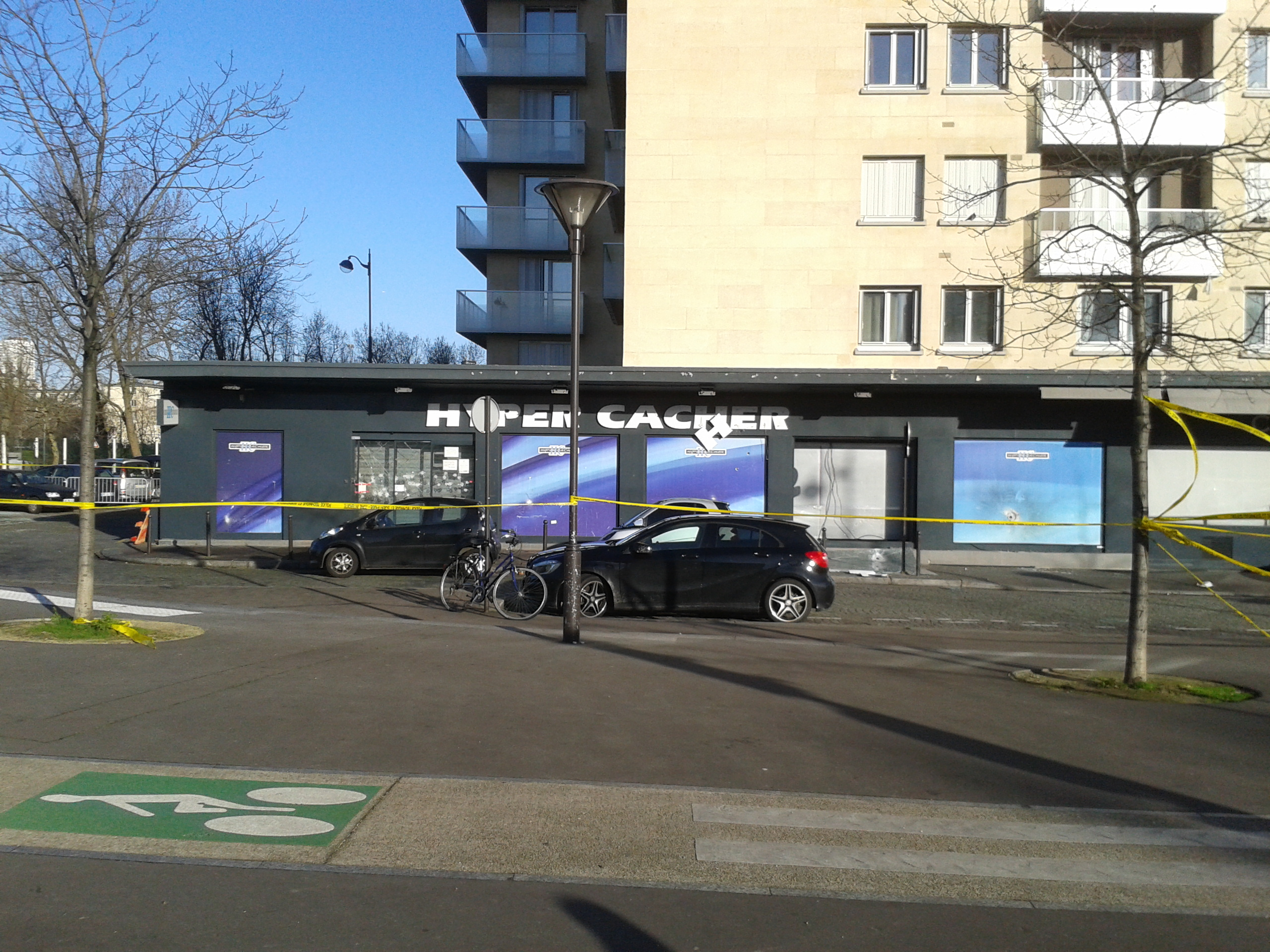

## Víctimas

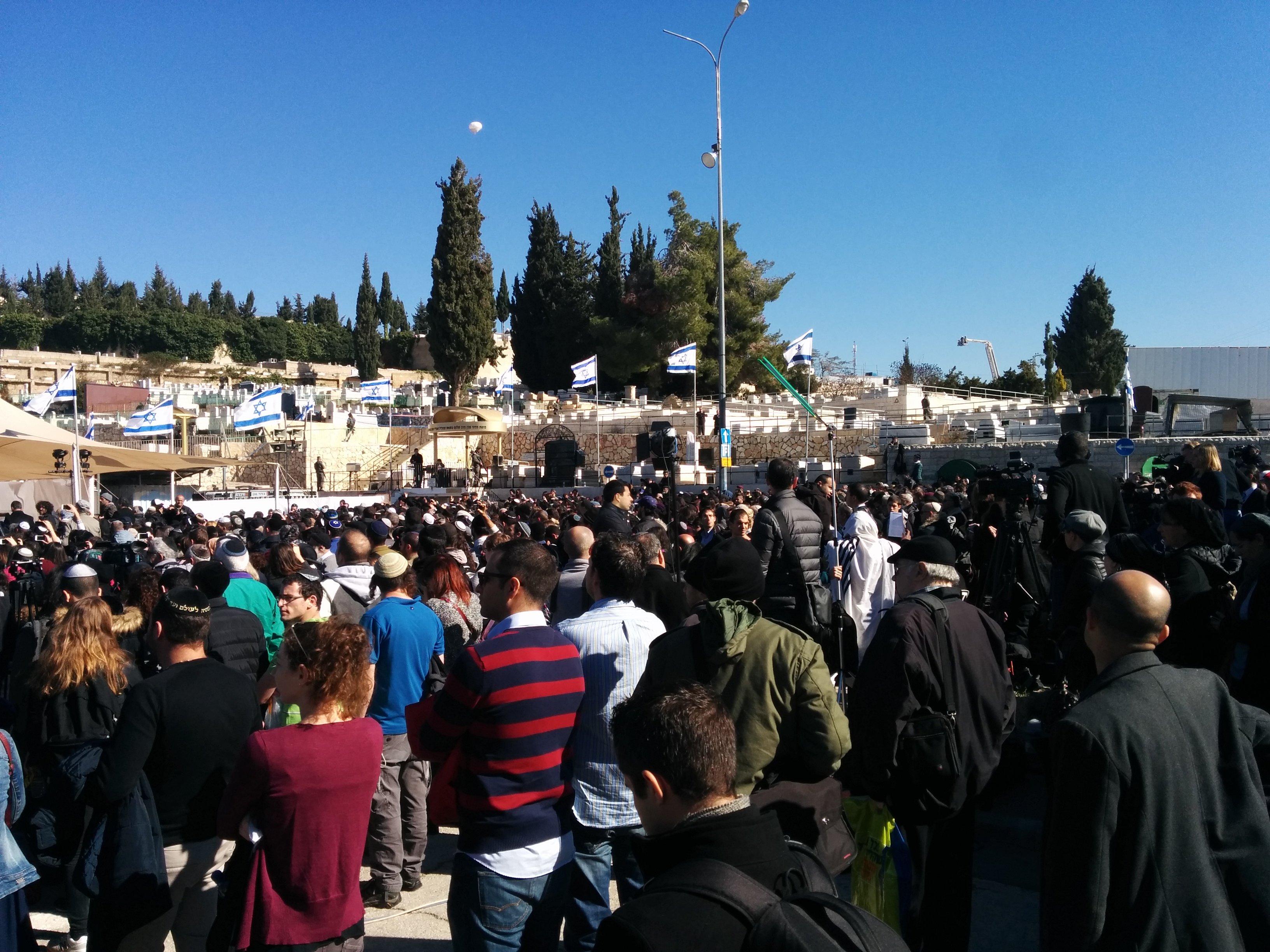
Funeral de los cuatro muertos en Hypercacher, Jerusalén

Cuatro de los rehenes resultaron muertos, todos judíos, además del asaltante:
- François-Michel Saada, 64 años, jubilado.[13]
- Philippe Braham, 45 años, ejecutivo de ventas.[13]
- Yoav Hattab, 23 años, estudiante,[13] hijo del Gran Rabino de Túnez, Benyamin Hattab.[14]
- Yohan Cohen, 23 años, estudiante.[13]

## Consecuencias
Diversas autoridades israelíes, entre ellos el primer ministro Benjamin Netanyahu, pidieron a los judíos franceses que emigren a Israel para «huir del terror». En este sentido, ya en 2013 Francia encabezaba la lista de países de procedencia de inmigrantes a Israel.